# Oblężenie Orleanu
Oblężenie Orleanu – oblężenie miasta w latach 1428–1429, które stanowiło punkt zwrotny wojny stuletniej pomiędzy Francją a Anglią. Było to również pierwsze poważne zwycięstwo Joanny d’Arc oraz pierwszy znaczący sukces francuski od klęski w bitwie pod Azincourt w roku 1415. Zdjęcie tego oblężenia oznaczało początek końca przewagi angielskiej, co miało uwidocznić się w nadchodzącym końcu wojny. Miasto posiadało strategiczne i symboliczne znaczenie dla obu stron konfliktu. Jego zdobycie mogło oznaczać ziszczenie się snów króla Anglii Henryka V o zjednoczeniu Anglii i Francji pod angielskim berłem. Przez ponad pół roku wszystko wskazywało na to, że Anglicy zwyciężą, a miasto padnie. W dziewięć dni po pojawieniu się Joanny d’Arc musieli odstąpić od oblężenia.

## Tło konfliktu
Od czasu normańskiego podboju z 1066 r. Anglia poświęcała coraz więcej uwagi sprawom kontynentu, zwłaszcza francuskim. Sprawy te stały się niejako priorytetowe w 1154 r., kiedy tron objął Henryk II Plantagenet, posiadacz licznych włości na kontynencie – Andegawenii, Normandii czy też Akwitanii. Swoje wpływy roztaczał również na Tuluzę i Bretanię. Potężne imperium Plantagenetów stanowiło śmiertelne zagrożenie dla francuskiej monarchii Kapetyngów, którzy wytrwale dążyli do usunięcia Plantagenetów z Francji. Udało się to na początku XIII w., kiedy w wyniku działań Filipa II Augusta posiadłości angielskie na kontynencie zostały ograniczone do Gujenny. 100 lat później do tej rywalizacji doszła kwestia sukcesji francuskiego tronu po wymarciu głównej linii Kapetyngów. Pretensje zgłosił Kapetyng po kądzieli, król Edward III (pradziadek Henryka). Francuscy parowie odrzucili jednak jego kandydaturę i wybrali królem Filipa de Valois, z bocznej linii Kapetyngów. Edward nie pogodził się z tym i w 1337 r. ogłosił się królem Francji rozpoczynając tzw. wojnę stuletnią. Po początkowych sukcesach Anglików (zwycięstwa pod Crécy i Poitiers) przyszedł czas na sukcesy Francuzów, którzy ponownie ograniczyli angielskie posiadłości na kontynencie.
W chwili objęcia tronu przez Henryka od kilkudziesięciu lat utrzymywał się chwiejny rozejm między Anglią a Francją. Henryk był jednak zdecydowany wznowić działania wojenne. Sprzyjały temu wewnętrzne zawirowania we Francji. Król Karol VI był chory umysłowo, a jego najbliższe otoczenie rywalizowało w walce o władzę. W toku tej walki wykształciły się dwa stronnictwa, na czele których stali królewski brat książę Orleanu i królewski stryj Filip Burgundzki (po jego śmierci w 1404 r. jego syn Jan bez Trwogi). Sytuację zaogniło zamordowanie księcia Orleanu w 1407 r. na polecenie Burgundczyka. Nowy książę Orleanu sprzymierzył się z potężnym hrabią d’Armagnac, od którego pochodzi nazwa stronnictwa – Armaniacy (ich konkurenci to Burgundczycy). Działania Armaniaków i Burgundczyków pogrążały Francję w wojnie domowej i stwarzały Henrykowi wymarzoną okazję do realizacji swoich planów.
W 1415 roku Henryk wylądował we Francji i pobił pod Azincourt feudalne rycerstwo konetabla. Zwycięstwo to sprawiło, że Henryk V otworzył sobie drogę na Paryż. Wkrótce Francuzi podpisali układ w Troyes, na mocy którego król Anglii poślubić miał córkę króla Francji i zostać dziedzicem korony. Niespodziewanie jednak Henryk V zmarł w 1422 roku na dyzenterię. Dziedzicem tronu Anglii został jego syn – Henryk VI, Który jednak był dzieckiem. Wykorzystując tę sytuację władzę przejął, za namową Armianiaków, Delfin (późniejszy Karol VII), syn ostatniego króla Francji.

### Położenie
Orlean jest położony w Dolinie nad Loarą w północnośrodkowej Francji. W czasie oblężenia był najdalej na północ wysuniętym miastem francuskim lojalnym wobec domu Walezjuszów. Anglicy i ich sprzymierzeńcy Burgundczycy okupowali całą północną Francję, w tym Paryż. Panujący nad Loarą 30-tysięczny Orlean był ostatnią przeszkodą przed inwazją na południe i wschód.

### Armaniacy
Jako siedziba książąt Orleanu, miasto – w początkach XV wieku – miało ogromne znaczenie polityczne, jako że książęta stali na czele partii politycznej Armaniaków, którzy odrzucali postanowienia traktatu z Troyes i wspierali Karola VII. Partia działała od dwóch pokoleń, a książę Orleanu – jako jeden z jeńców wziętych pod Azincourt – pozostawał angielskim więźniem przez 14 lat po bitwie.
Zgodnie ze średniowiecznym kodem rycerskim miasto, które poddało się bez walki, mogło liczyć na łagodne traktowanie przez zdobywców. Miasto oporne mogło oczekiwać surowego potraktowania. W przypadku Orleanu, który opowiadał się po stronie Armaniaków i zamknął swe bramy przed Anglikami, los mógł okazać się szczególnie nieprzyjazny; w grę wchodziły rabunki, gwałty i masowe egzekucje ludności.

## Oblężenie

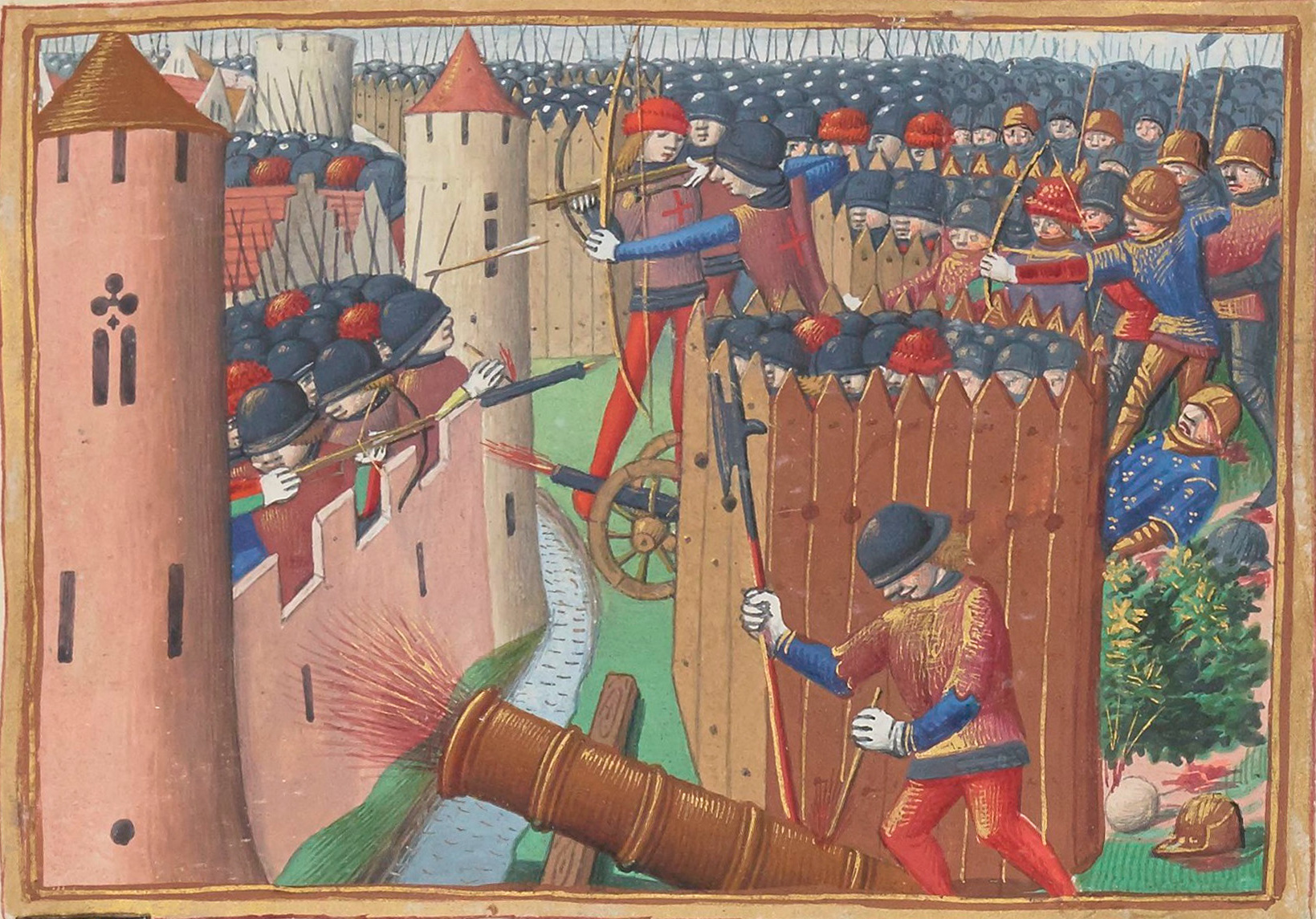
Oblężenie Orleanu, 1429

Kiedy siły angielskie, dowodzone przez Thomasa Montacute, hrabiego Salisbury, rozpoczęły 12 października 1428 oblężenie miasta, wojska angielskie okupowały już kilka miejscowości w Dolinie Loary. Orlean był ostatnim punktem oporu Armaniaków.
Na samym początku oblężenia Anglicy zaatakowali obwałowany klasztor augustianów oraz Tourelles, ufortyfikowany dom bramny znajdujący się na południowym krańcu blisko 400-metrowego mostu na rzece. Obrońcy natychmiast podjęli decyzję o opuszczeniu Tourelles i schronieniu się za murami miasta, burząc pewien odcinek mostu.
Wkrótce po zajęciu Tourelles, pod koniec października, hrabia Salisbury został trafiony w twarz odłamkami kamiennej kuli armatniej i – po tygodniu – zmarł. W miesiąc później dowodzenie objął William Glasdale, który pozostał na stanowisku do samego końca oblężenia i który nakazał budowę łańcucha umocnień naprzeciw murów. Anglicy, którzy nie mieli wystarczających sił, by zamknąć miasto pełnym oblężeniem, zdecydowali się na wzniesienie kilku fortów, obsadzonych zresztą najczęściej niewielkimi siłami.

### Bitwa śledziowa
Największa akcja zbrojna, jaka miała miejsce pomiędzy rozpoczęciem oblężenia Orleanu a przybyciem do miasta z końcem kwietnia 1429 Joanny d’Arc, to starcie w pobliżu miasteczka Rouvray-Sainte-Croix. Tu właśnie, 12 lutego, kilka tysięcy francuskich i szkockich żołnierzy próbowało bezskutecznie przechwycić angielski konwój, które to starcie przeszło do historii jako bitwa o śledzie, ze względu na ładunek ryb, jakie konwój ów przewoził.
Starcie miało miejsce tego samego dnia, kiedy Joanna d’Arc spotkała się z Robertem de Baudricourt w Vaucouleurs przed spotkaniem z Delfinem w Chinon. Według obiegowej wersji podczas spotkania z Robertem Joanna miała powiedzieć mu, że tego dnia wojska Delfina poniosły porażkę pod Orleanem i – jeśli nie zostanie wysłana do niego natychmiast – przyjdą następne takie porażki. Zgodnie z tą wersją gdy wieść o przegranej dotarła do Vaucouleurs Robert, teraz całkowicie przekonany o jasnowidzeniu dziewczyny, zgodził się na wszystko i dał jej zbrojną eskortę do Chinon. Niezależnie od tego, ile jest w tej historii prawdy, Joanna wyjechała z Vaucouleurs 23 lutego do Chinon, a później do Orleanu.

### Walki o miasto

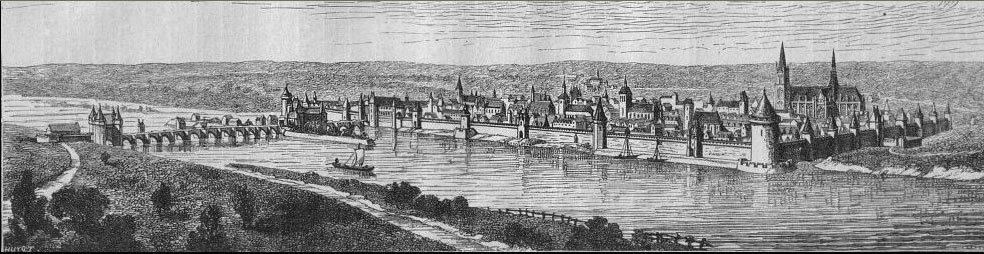
Orlean w roku 1429

Anglicy nie mieli wystarczających sił, by całkowicie odciąć miasto od pomocy z zewnątrz, a ich działa nie mogły skruszyć grubych murów. Niemniej jednak, wiosną roku 1429, niezależnie od dostaw żywności, sytuacja oblężonego miasta stała się krytyczna.
Od wielu lat po Francji krążyły liczne przepowiednie mówiące o zbrojnej dziewicy, która ocali kraj. Wiele z tych przepowiedni zapowiadało, że owa dziewica pochodzić będzie z Lotaryngii, regionu, gdzie znajduje się Domrémy, miejsce narodzin Joanny. W rezultacie, gdy do oblężonego miasta dotarła wieść o tym, że Joanna d’Arc ma się spotkać z Karolem, gwałtownie wzrosły nadzieje na uwolnienie.
Joanna przybyła do Chinon na początku marca i zaraz doszło do spotkania z Delfinem. Wkrótce potem została wysłana do Poitiers, gdzie dostojnicy Kościoła i dworu mieli ją przebadać. Gdy tylko została zaakceptowana przez obie instancje ruszyła do armii zbierającej się w Blois.
Właśnie z Blois Joanna wysłała pierwszy z dwóch listów adresowanych do dowódców wojsk angielskich oblegających Orlean. W liście tym wzywała Anglików do odstąpienia od oblężenia, opuszczenia wszystkich miast i krain we Francji, które okupują, i powrotu do Anglii. Jeśli tego nie uczynią – obiecywała w liście – ogłosi przeciw nim wojnę, która „będzie trwała do zwycięskiego końca”.
Joanna d’Arc przybyła z odsieczą na przedpola Orleanu 28 kwietnia 1429 roku i po spędzeniu nocy w Chécy wkroczyła do miasta.

### Przygotowania do zniesienia oblężenia
"Dziennik oblężenia” (franc. Journal du siege d’Orléans) informuje o kilku zażartych dyskusjach dotyczących następnych ruchów taktycznych pomiędzy Joanną i Jeanem de Dunois, który dowodził obroną miasta. Dunois wyjechał z Orleanu do Blois pierwszego maja i wrócił czwartego.
W tym czasie Joanna wyprawiła się poza mury miasta, obejrzała sobie angielskie umocnienia, a nawet wymieniła parę zdań z Glasdale’em.
4 maja Joanna wyjechała ponownie z miasta, by wesprzeć francuski atak na angielski fort St. Loup. Fort został zdobyty, Anglicy ponieśli znaczne straty (ponad stu zabitych i 40 wziętych do niewoli). Zdobycie tego fortu ułatwiło – i tak niezbyt trudny – kontakt oblężonych z wojskami francuskimi, które przed tygodniem przybyły z Blois. Po przeprowadzeniu tej akcji Joanna wysłała swój drugi list, domagając się od Anglików wycofania.
W dwie doby później, po kolejnych dysputach pomiędzy chcącą natychmiast atakować Joanną a bardziej wstrzemięźliwymi rycerzami, znaczne siły wyszły z miasta, przeszły przez rzekę na jej południowy brzeg i przypuściły frontalny atak na ufortyfikowane pozycje angielskie w klasztorze augustianów przed Tourelles. Po trwającej od rana do wieczora bitwie umocnienia klasztorne zostały zdobyte, a garnizon angielski w Tourelles całkowicie odcięty.

### Atak na Tourelles

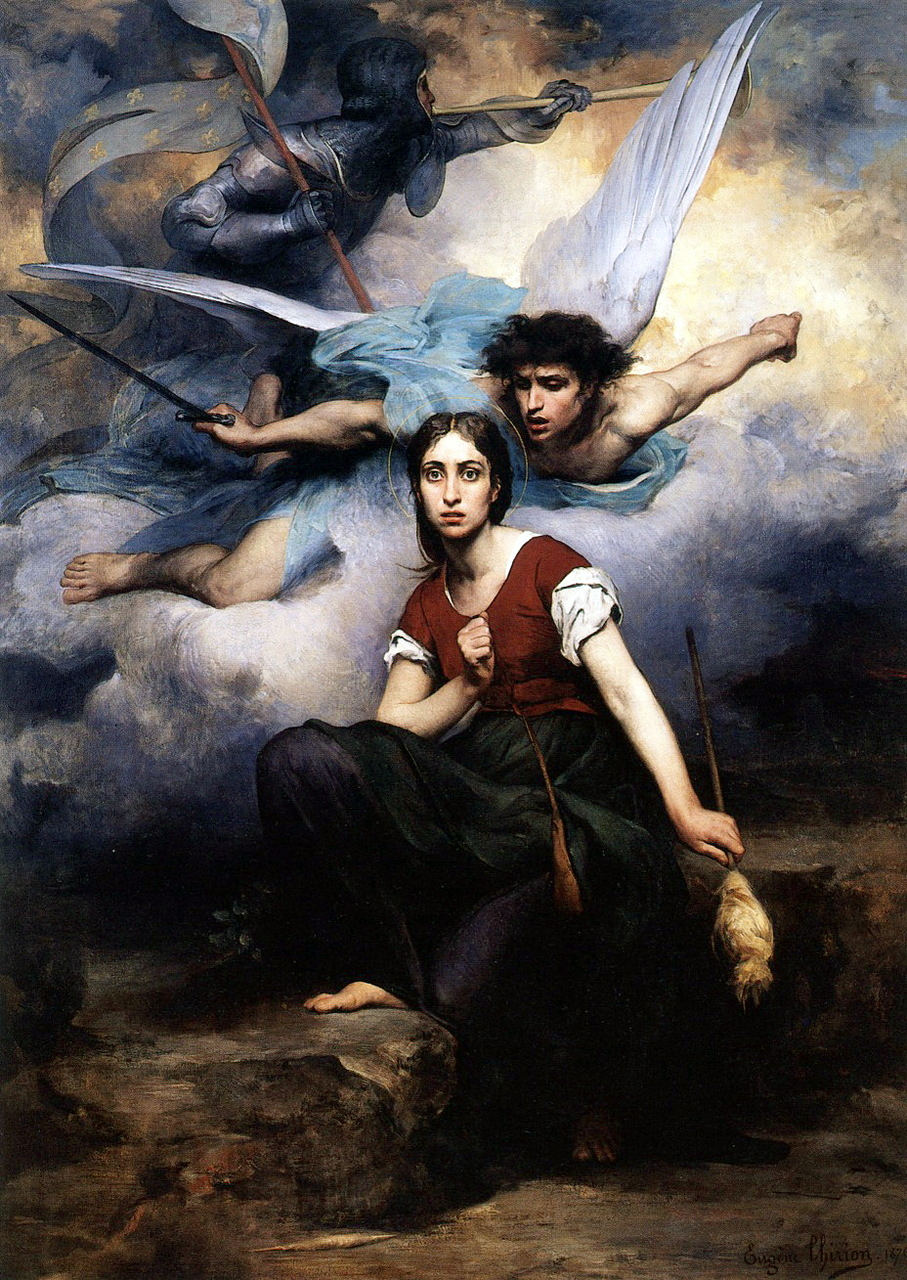
Joanna d’Arc, mal. E. Thirion

Po naradzie, dowódcy (tym razem bez Joanny) postanowili czekać – przed podjęciem kolejnego uderzenia – na posiłki. Tymczasem Joanna i jej upojone zwycięstwem wojsko, przygotowywała atak na ranek dnia następnego.
O świcie 7 maja rozpoczął się szturm ufortyfikowanej bramy mostowej zwanej Les Tourelles. Był to ponownie bezpośredni, frontalny atak. Francuzi podminowali przęsło mostu będące fragmentem fundamentów bramy i jednocześnie skierowali w to samo miejsce wypełnione materiałem łatwopalnym, płonące barki.
W zamęcie bitwy Joanna została ranna. Podczas swego procesu rehabilitacyjnego o. Jean Pasquerel, spowiednik Joanny zeznał, iż Joanna przewidziała, że tak się stanie, mówiąc wieczorem: „jutro z mojej piersi popłynie krew”. Po opatrzeniu Joanna wróciła na plac boju.
Tego samego dnia pod wieczór Dunois miał zamiar wydać rozkaz o zaprzestaniu walki, ale Joanna wymogła na nim wstrzymanie rozkazu. Po czym, pomodliwszy się chwilę w pobliskim lasku, nakazała ponowny szturm, który tym razem przyniósł zwycięstwo. Dom bramny Tourelles został wzięty, a obrońcy pozabijani lub wzięci do niewoli. Glasdale, dowódca angielskiego garnizonu bramy, utonął w rzece.
Następnego dnia rano angielskie załogi pozostałych fortów opuściły swe obwałowania i uformowały szyk bojowy. Francuzi byli gotowi. Oba wojska stały tak naprzeciw siebie przez około godzinę, ale nikt nie chciał uderzyć pierwszy (była niedziela, Joanna nie chciała atakować). Wreszcie Anglicy zawrócili i pomaszerowali na północ. Oblężenie zostało zdjęte.

## Skutki
Tysiące ochotników i wiele zaopatrzenia napłynęło do armii francuskiej w następnych tygodniach. Oczyszczenie z okupantów Doliny Loary, marsz na Reims, gdzie nastąpiła koronacja Karola VII i wreszcie uderzenie na zajęty przez Anglików Paryż: ofensywa roku 1429 była jedną z najważniejszych kampanii Wojny Stuletniej.